# Barytine
«  Baryte (minéral) » redirige ici. Pour les autres significations, voir Baryte.
La barytine (ou baryte, voir les synonymes) est une espèce minérale composée de sulfate de baryum de formule BaSO4 avec des traces de Sr, Ca et Pb. Ce minéral, d'origine hydrothermale, présente de nombreuses variétés. Sa densité et le baryum qu'il contient sont les causes principales de ses utilisations industrielles et plusieurs millions de tonnes de barytine sont extraits et produits chaque année.

## Historique de la description et appellations

### Inventeur et étymologie
Décrite en 1800 par le minéralogiste allemand Karl Johann Bernhard Karsten (1782 – 1853), la barytine doit son nom au grec ancien βαρύς signifiant « lourd ». Ce nom est utilisé pour la première fois au XIXe siècle pour caractériser un minéral qui formait une gangue dans certains gîtes métallifères. L'orthographe francophone est due à Beudant.

### Synonymes
Ce sont :
- baritite[7] ;
- barosélénite (Kirwan, 1794)[8] ;
- barote[9] ;
- baryte : c'est l'orthographe retenue par l'IMA, mais qui n'est pas l'orthographe usuelle en français. Le terme « baryte » désignait au XVIIIe siècle en France l'oxyde de baryum[10] ;
- baryte sulfatée, (sulfate de baryte) ;
- barytine (Beudant 1824)[11] ;
- barytite (Delamétherie 1797)[12] ;
- boulonite (Delamétherie 1797)[13] en hommage à la ville de Bologne, parfois mal orthographiée en boulanite ;
- dréelite (Dufrénoy 1835)[14] ;
- gyspum spathosum  (Wallerius) ;
- lithéosphore (Targioni)[13] ;
- marmor metalicum (Cronstedt)[15] ;
- michel-lévyte (Lacroix 1889)[16]. Dédiée au minéralogiste français Auguste Michel-Lévy ;
- spath pesant (Romé de L'Isle)[17] ;
- wolnyne : nom donné à la barytine de Beleter en Hongrie qui à un faciès prismatique particulier[18].

## Caractéristiques physico-chimiques

### Critères de détermination
Ce minéral cristallise généralement sous forme de cristaux aplatis, parfois lamellaires. Sa couleur est variable car bien que parfois incolore, il peut aussi être blanc-grisâtre, jaunâtre ou brunâtre, parfois un peu teinté de rouge, vert ou bleu, parfois zoné ou changeant de couleur selon l'exposition à la lumière. Ces cristaux ont un éclat vitreux, parfois résineux. Le trait de la barytine est blanc. Sa densité mesurée (4,50) est très sensiblement égale à sa densité calculée (4,47).
Au chalumeau, la barytine décrépite et fond à 1 580 °C en colorant la flamme en vert jaune (baryum). Elle est soluble dans l'acide sulfurique concentré, à chaud, et dans l'acide iodhydrique.

### Luminescence
La barytine peut parfois émettre une fluorescence ou une phosphorescence de couleur crème lorsqu'elle est excitée par des rayonnements ultraviolets. Elle est de plus parfois thermoluminescente. Il est classique d’attribuer à Vincenzo Cascariolo (vers 1603) la découverte accidentelle de la thermoluminescence de ce minéral, à la suite de l’observation de l’émission de lumière par des nodules de barite qu’il avait fait chauffer. Ces nodules provenant de la région de Bologne (Mont Paterno) avaient alors pris le nom de lapis Boloniensis, « pierre de Bologne », « pierre magique », « boulonite », ou « lithéosphore »,,,. Le chimiste Guillaume Homberg la nomme « pierre de Boulogne » dans un mémoire de l'académie royale des sciences publié en 1713. Ce terme de Pierre de Boulogne fait l'objet d'un article dans l'Encyclopédie.

### Variétés
- Angleso-barite (Hayakawa et Nakano, 1912) : variété plumbifère de barytine[26].
- Calcareobarite (Thomson, 1836) : variété de barytine riche en calcium[27].
- Calstronbarite (le) (Shepard, 1838) : variété de barytine riche en calcium et strontium, décrite par Shepard sur des échantillons de l'État de New York, très thermoluminescente[28].
- Celestobarite (Dana, 1868) : variété de barytine riche en strontium, décrite par James Dwight Dana[29].
- Hokutolite : variété de barite riche en plomb avec des traces de strontium, mais aussi dans une moindre mesure de radium, déposés par des sources chaudes très acides. De formule idéale (Ba,Pb)SO4. Le terme est inspiré du nom du topotype Hokuto springs, New Taipei, Taiwan[30].
- Radiobarite : variété de barite riche en radium de formule idéale (Ba,Ra)SO4[31].
- Strontiobarite : variété de barite riche en strontium, synonyme de celestobarite: une solution solide de formule (Ba,Sr)SO4[32].
- Rose des sables : variété d'habitus qui est très connue pour le gypse mais qui existe aussi pour la barytine.

### Cristallochimie
Le barytine est le chef de file d'un groupe de minéraux dits isostructurels, c'est-à-dire qu'ils ont tous une même structure cristallographique, ici orthorhombique, et conséquemment, une formule chimique qui répond à un motif général, ici au terme général A(SO4), où A peut être le plomb, le baryum, le strontium ou le chrome.
| Minéral   | Formule      | Groupe ponctuel | Groupe d'espace |
| --------- | ------------ | --------------- | --------------- |
| Anglésite | Pb(SO4)      | mmm             | Pbnm            |
| Barytine  | Ba(SO4)      | mmm             | Pnma            |
| Célestine | Sr(SO4)      | mmm             | Pbnm            |
| Hashemite | (Ba,Cr)(SO4) | mmm             | Pnma            |

### Cristallographie

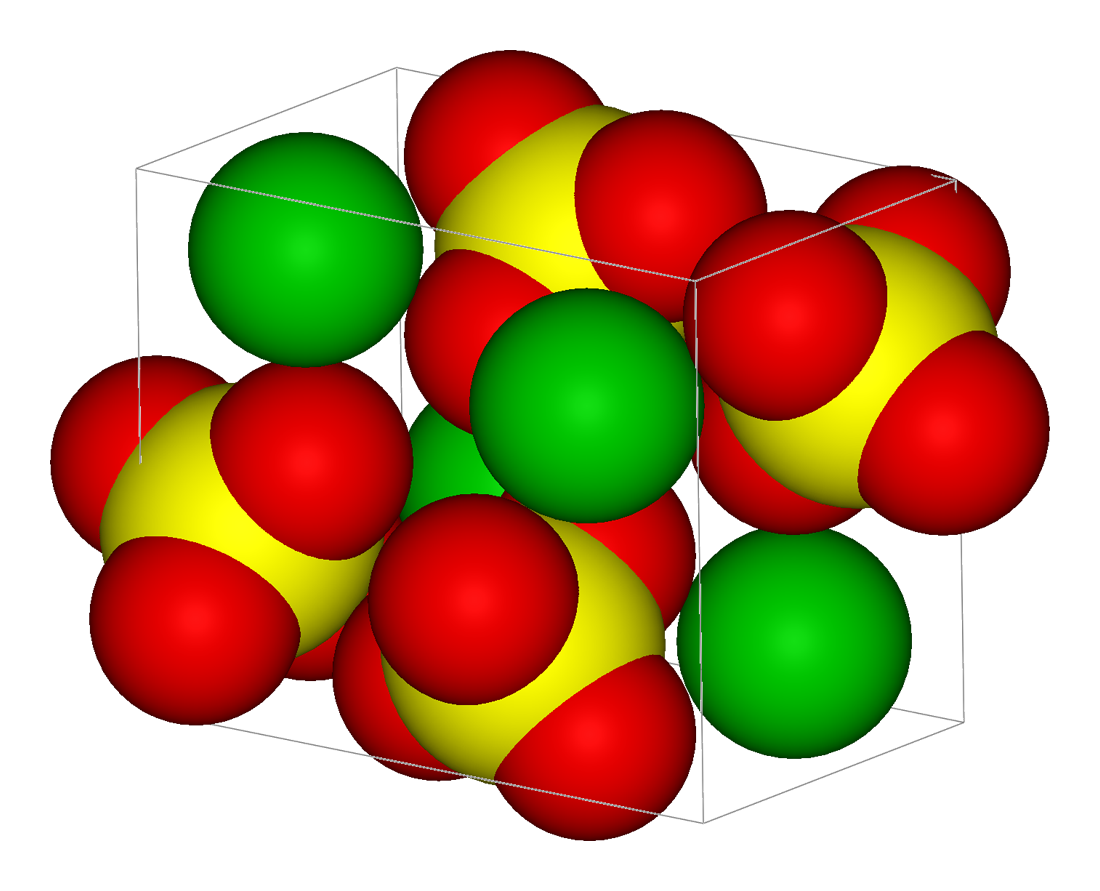
Maille conventionnelle de la barytine. Jaune : S, vert : Ba, rouge : O.

Le système cristallin de la barytine est orthorhombique de classe dipyramidale ; son groupe d'espace est Pnma. La maille conventionnelle contient Z = quatre unités formulaires, ses paramètres sont {\displaystyle a} = 8,896 Å, {\displaystyle b} = 5,462 Å, {\displaystyle c} = 7,171 Å (V = 348,44 Å3). La masse volumique calculée est de 4,45 g/cm3.
Les atomes de baryum sont en coordination 12 d'oxygène. La longueur de liaison Ba-O moyenne est 2,96 Å.
Les atomes de soufre sont en coordination 4 d'oxygène, formant un polyèdre de coordination tétraédrique. La longueur de liaison S-O moyenne est 1,48 Å, l'angle de liaison O-S-O moyen est 109,5°. Les tétraèdres SO4 sont isolés les uns des autres dans la structure de la barytine.

## Gîtes et gisements

### Gîtologie et minéraux associés
D’origine hydrothermale, la barytine se présente souvent en mélange isomorphe avec l'anglésite et la célestine.
On trouve la barytine dans les filons de basse température avec calcite, dolomite, fluorine, sphalérite, rhodochrosite, stibine, galène et sulfosels de plomb, ainsi qu'en lentilles dans les calcaires, comme ciment dans les grès et arkoses, et dans les sources thermales. D'importants gisements de barytine se situent dans des paléokarsts, à l'interface entre socle et couverture sédimentaire.

### Gisements producteurs de spécimens remarquables

#### Allemagne
- Dreislar, Saxe.
- Pohla, Saxe.

#### Canada
- Mine Niobec, Saint-Honoré carbonatite complex, Saint-Honoré, Le Fjord-du-Saguenay RCM, Saguenay-Lac-Saint-Jean, Québec[34].

#### États-Unis
- Stoneham, Colorado.
- Elmwood Mine, Tennessee.
- Elk Creek, Dakota du Sud.
- Meikle Mine, Nevada.
- Magma Mine, Arizona.

#### France
- Côte d'Abot, dans le Puy-de-Dôme[35].
- Saint-Saturnin ou Saint-Amant-Tallende dans le Puy-de-Dôme (barytine en cercueil).
- Lantignié dans le département du Rhône.
- Mine de Saint-Laurent-le-Minier dans le département du Gard (barytines crêtées de collection).
- Mine de Maine Reclesne, dans le département de Saône-et-Loire (beaux cristaux jaunes de collection).
- La mine de Chaillac, dans le département de l'Indre, a été exploitée jusqu'en 2006 (production annuelle : 80 000 t).

#### Italie
- Villamassargia, Province de Carbonia-Iglesias, Sardaigne.

#### Maroc
- Mine de Mibladen, Mibladene, Midelt, Province de Khénifra, Région de Meknès-Tafilalet.

#### République démocratique du Congo
- Shingolubwe, Shaba.

#### République tchèque
- Příbram, Bohème[36].

#### Roumanie
- Mine de Baia Sprie (Felsöbánya mine), Baia Sprie (Felsöbánya), Marmatie[37],[38].

#### Royaume-Uni
- Frizington, West Cumberland Iron Field, Cumberland[39].

## Exploitation des gisements

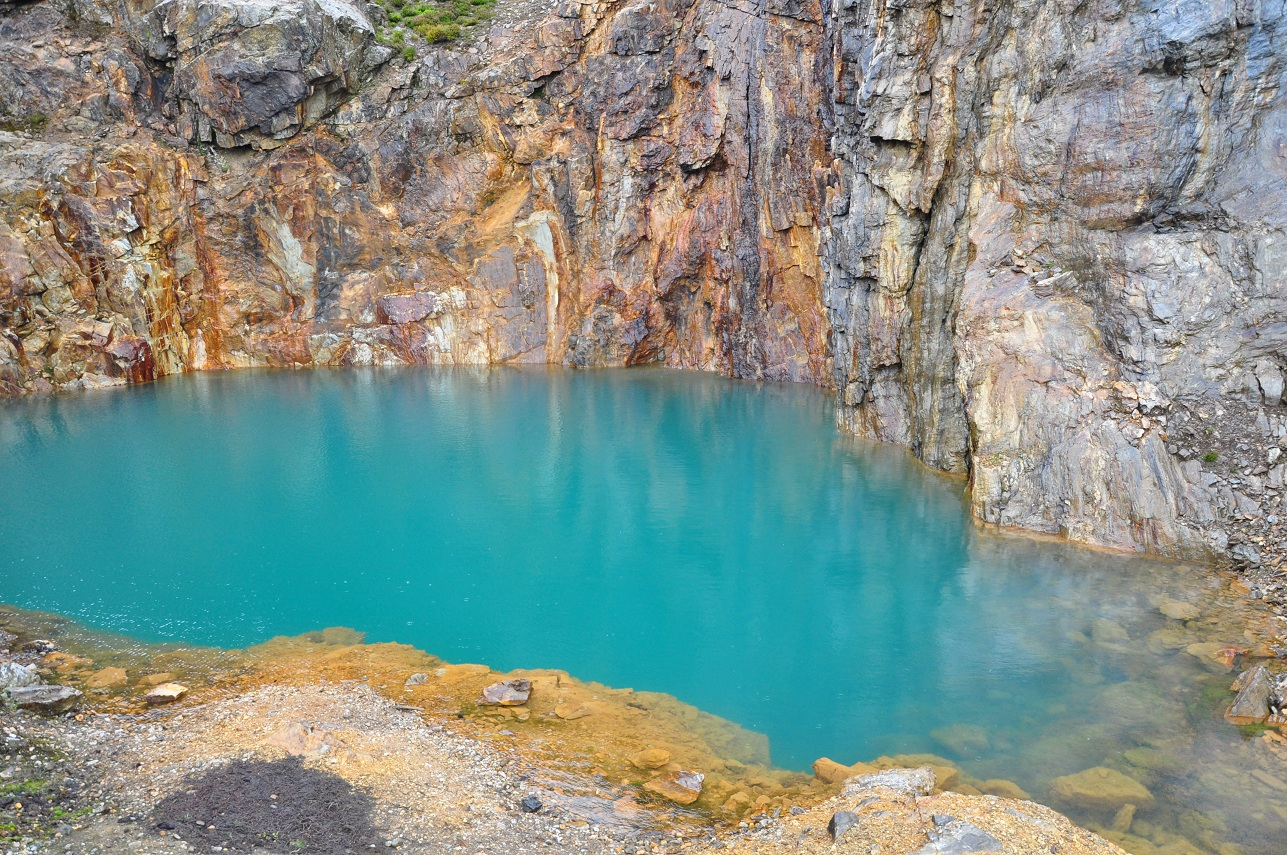
Mine de barytine abandonnée près d'Aberfeldy, Perthshire, en Écosse.

### Utilisations

#### Comme charge minérale
La barytine est utilisée dans le papier, les plastiques, les peintures, les vernis. Dans l'industrie pétrolière, elle est employée comme boue lourde pour augmenter la densité des fluides de forages et éviter les fuites des gaz.

#### Comme absorbeur de rayons gamma
Elle peut également entrer dans la composition du béton afin d'augmenter considérablement sa densité et son impénétrabilité aux rayons gamma. Ce type de béton est généralement utilisé pour la construction de bâtiments servant pour des tirs radiologiques, ou certains bâtiments des centrales nucléaires. La baryte peut être utilisée sous forme de sable pour remplir des cavités et servir aussi de protection biologique.

#### Comme source de dérivés du baryum
La barytine est l'une des principales sources de baryum. Opaque aux rayons X, ce produit toxique est utilisé en médecine, sous une forme insoluble peu dangereuse (sulfate de baryum), pour visualiser le cheminement du bol alimentaire dans le tube digestif. Il permet ainsi de mettre en évidence des fausses routes ou des fistules.
Le baryum sert aussi de base pour la composition de certains pigments comme le « jaune de baryum » ou « jaune de baryte ». Peut-être pour éviter d'évoquer la toxicité du baryum, ce pigment est parfois improprement dénommé « jaune d'outremer », les outremers étant normalement obtenus à partir d'aluminium et de silicium. Le jaune de baryum est composé de chlorure de baryum, de bichromate de potassium et de sodium[source insuffisante]. Ce pigment a été créé par Leclaire et Barruel au début du XIXe siècle. Il ne semble plus utilisé du fait de sa toxicité et de sa tendance à verdir peu à peu lorsqu'il est exposé à la lumière. Il présenterait aussi des incompatibilités avec certaines couleurs.
La barytine permet aussi la production de carbonate de baryum (BaCO3), utilisé dans la fabrication de verre (télévision, optique) et de glaçures de céramique et porcelaine.

#### En joaillerie
Les gemmes sont taillées comme pierres fines.

### Production de barytine
La production mondiale de barytine s'élevait à 7,9 millions de tonnes en 2005. Les principaux pays producteurs sont la Chine (4,100 Mt en 2005), l'Inde (1,189 Mt en 2005), les États-Unis (0,500 Mt en 2005) et le Maroc (0,475 Mt en 2005). À titre comparatif, la France en produit 81 000 t et le Canada 23 000 t.

## Galerie

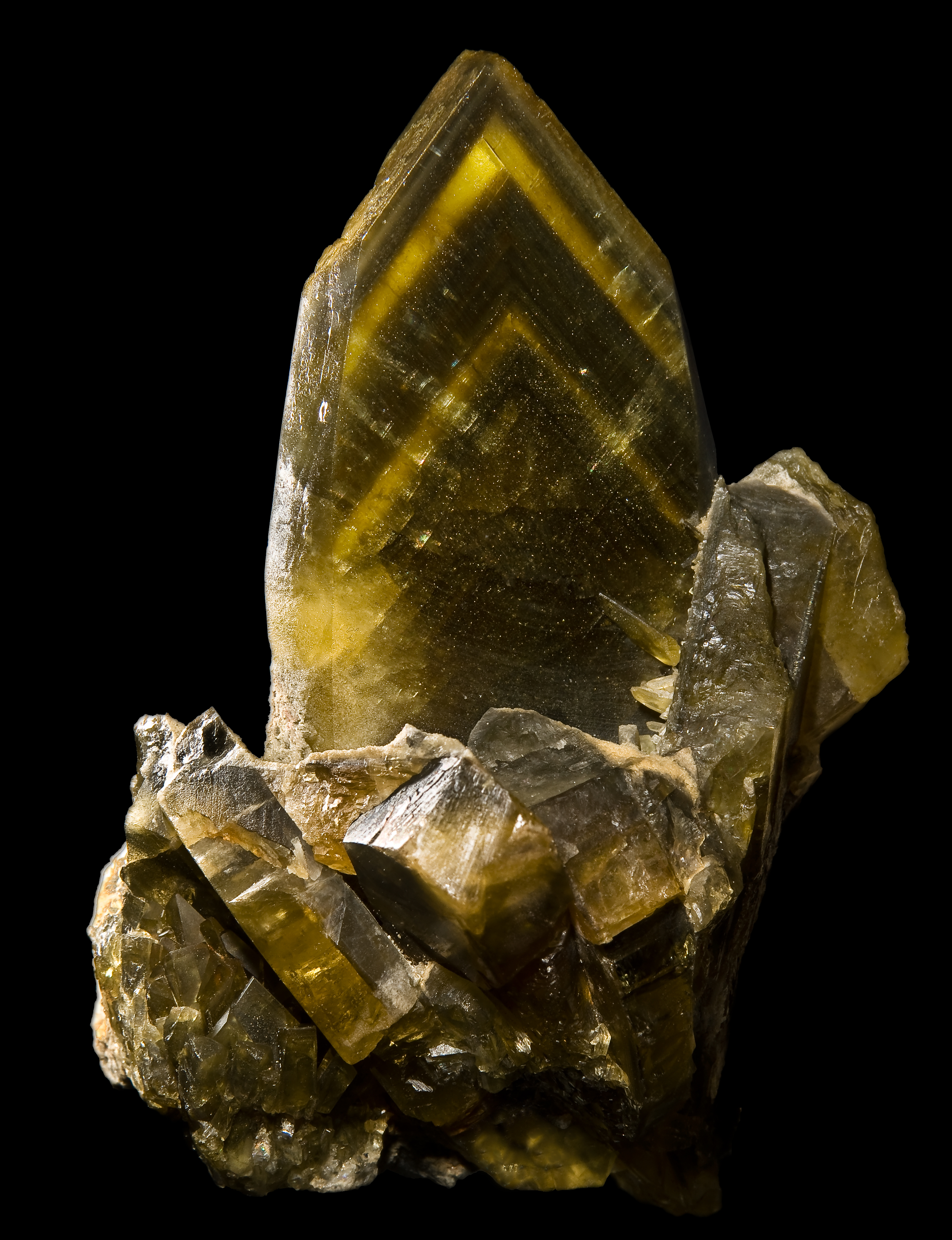
Villamassargia, Sardaigne, Italie (9 × 6 cm).
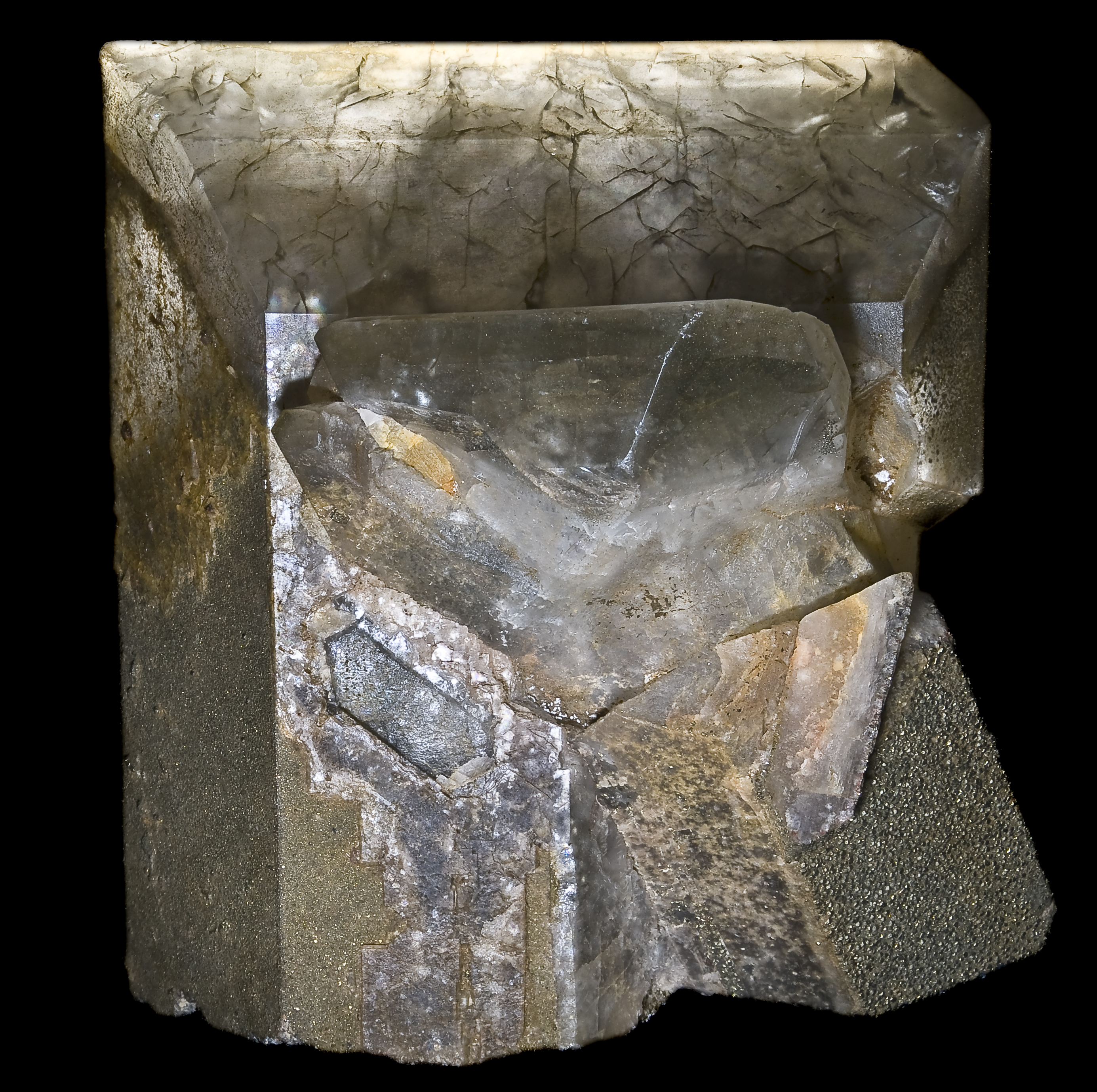
Mine Niobec, Québec (9,5 × 8 cm).
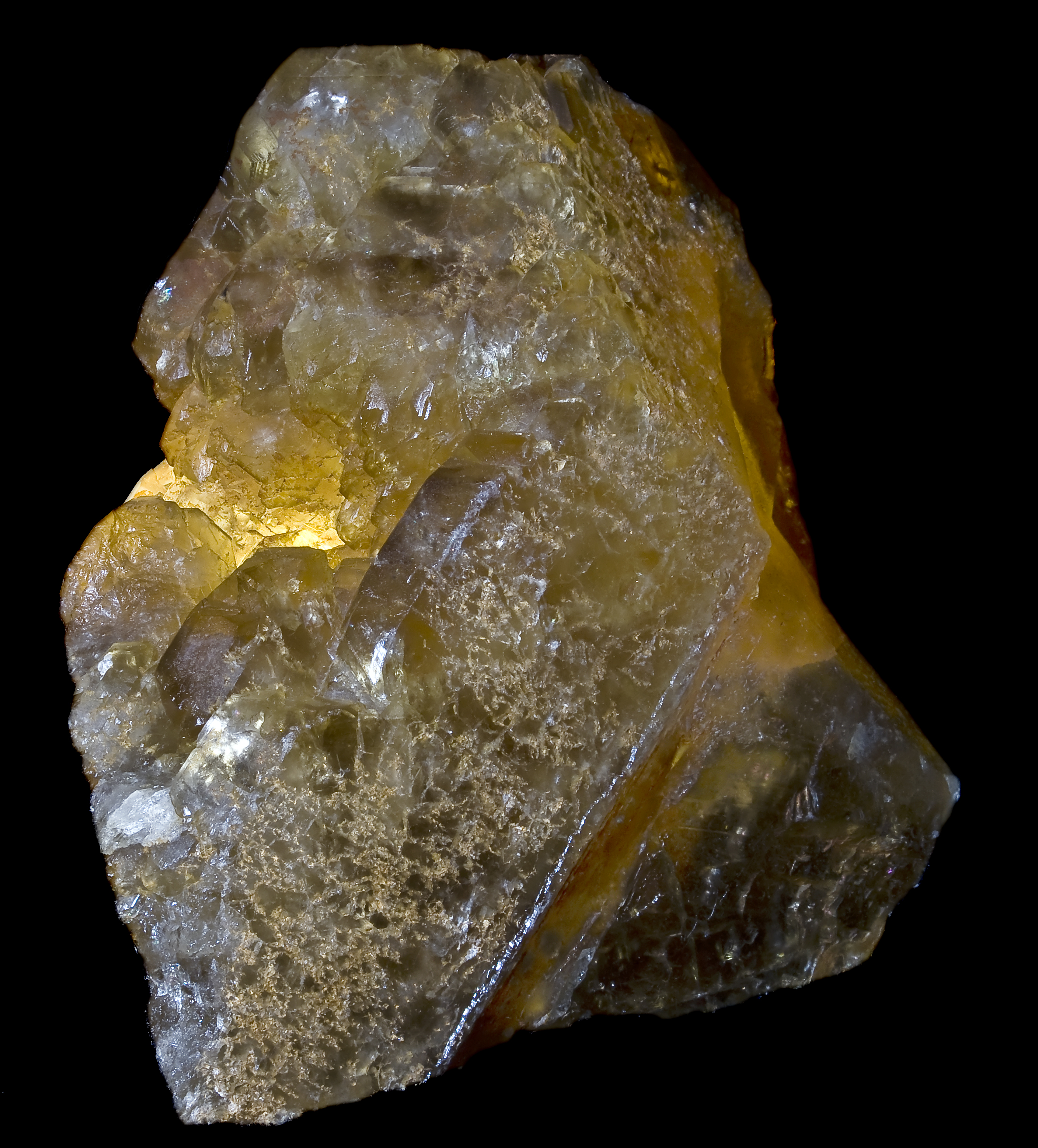
Côte d'Abot, Puy-de-Dôme, France (13 × 11,5 cm).
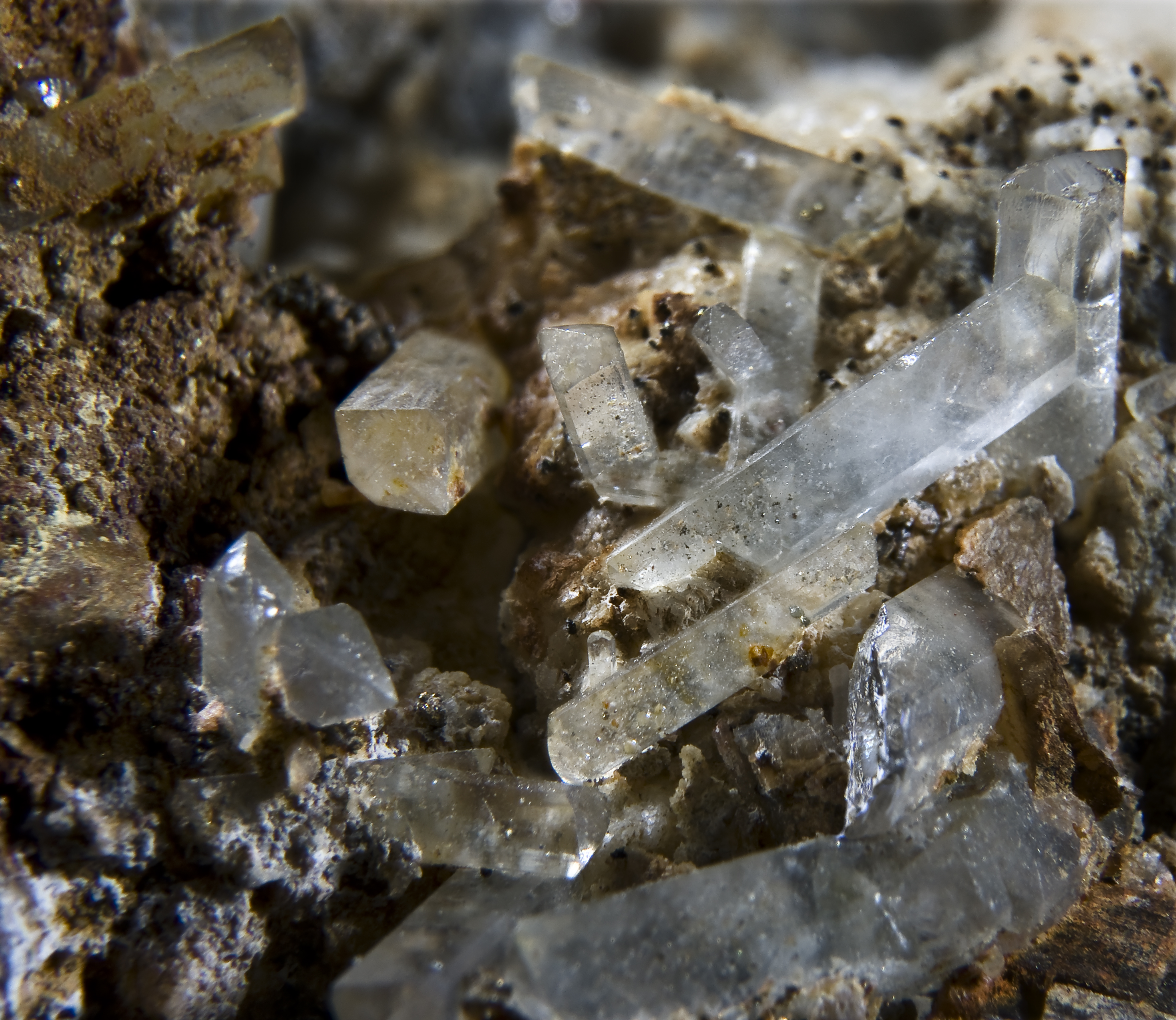
Příbram, Bohème, Tchéquie (Xls 1,27 cm). Coll. Auguste Michel-Lévy.
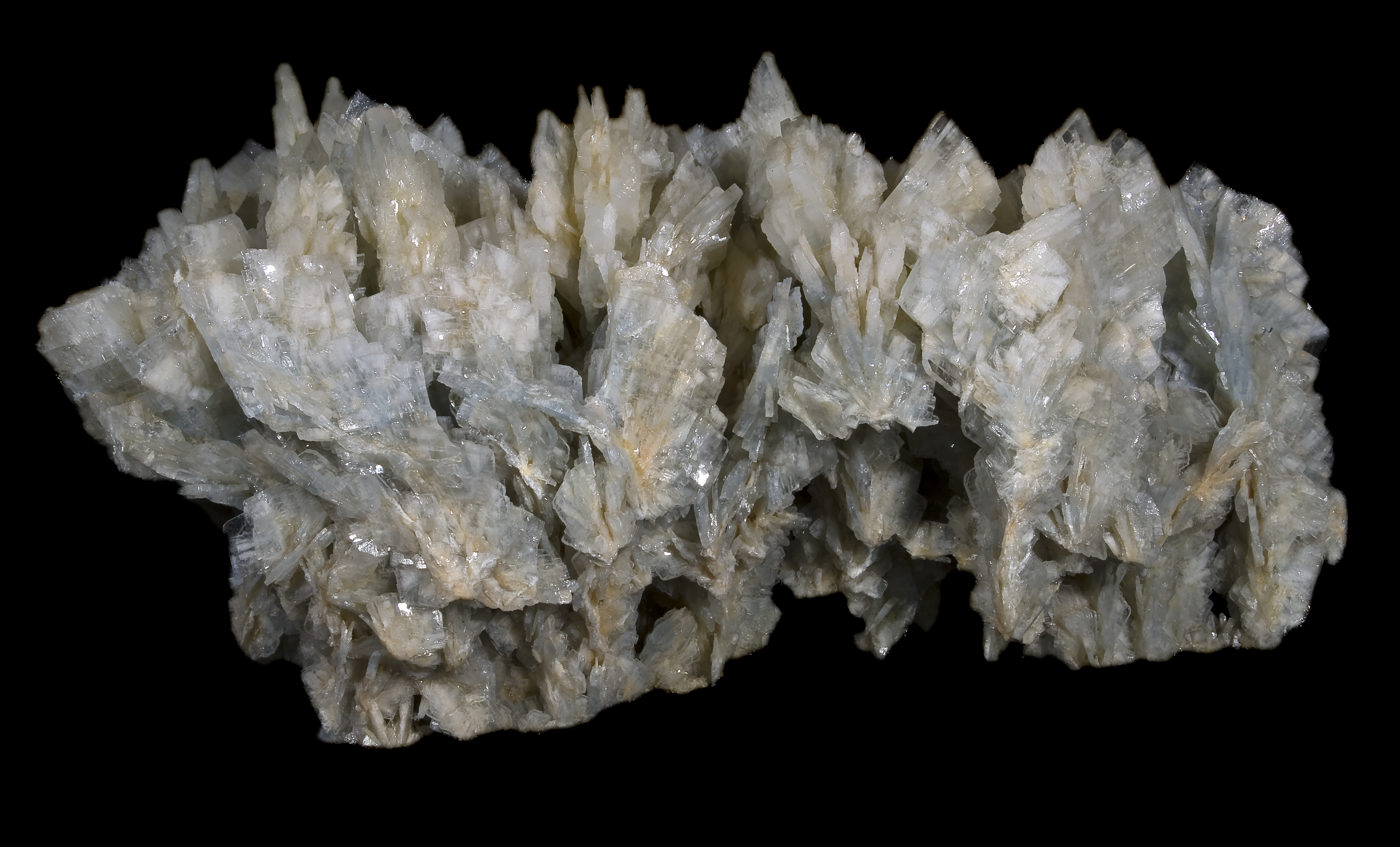
Mine de Baia Sprie, Roumanie (21 × 11 cm).
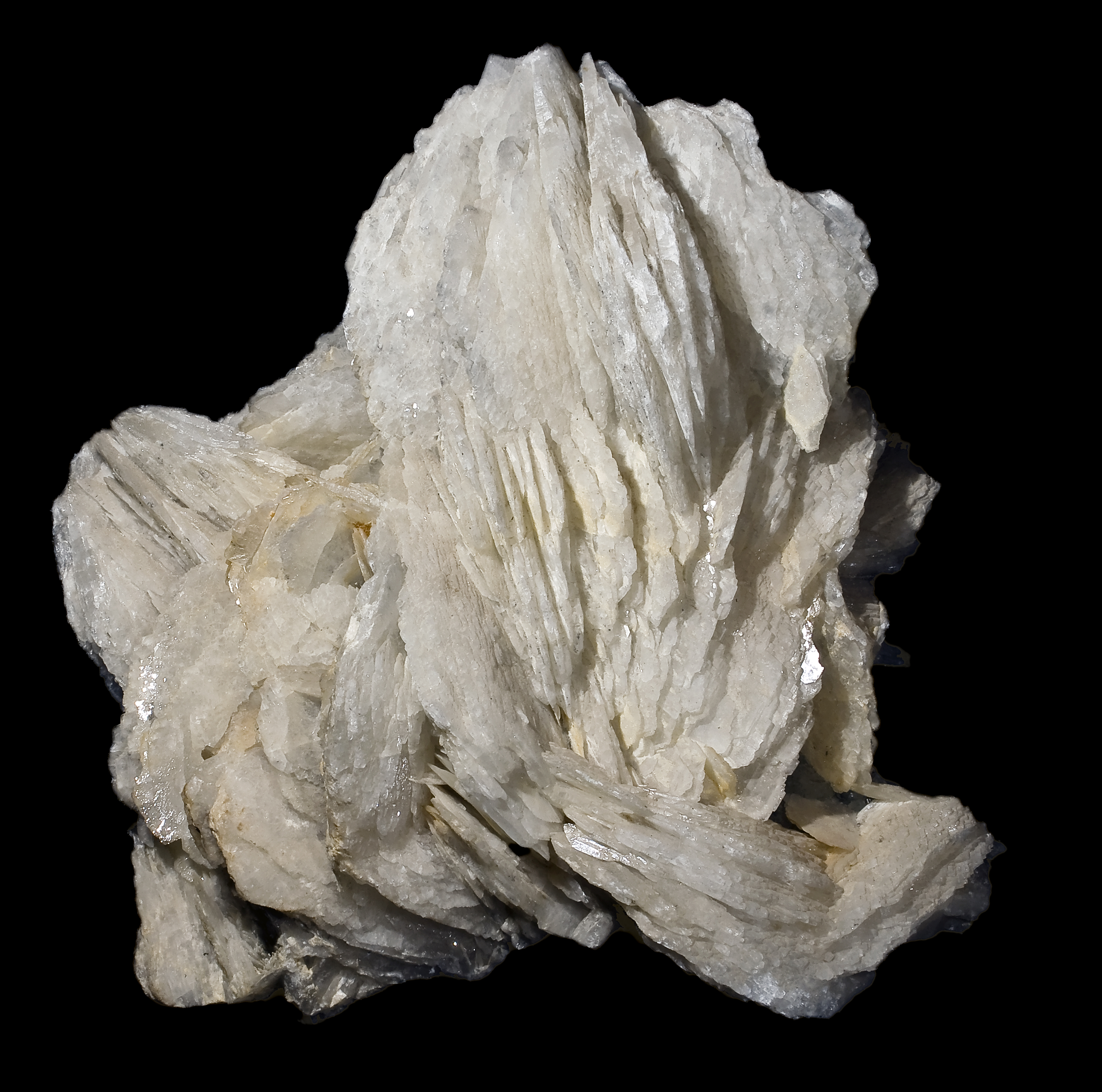
Mine de Mibladen, Maroc (33 × 32 cm).
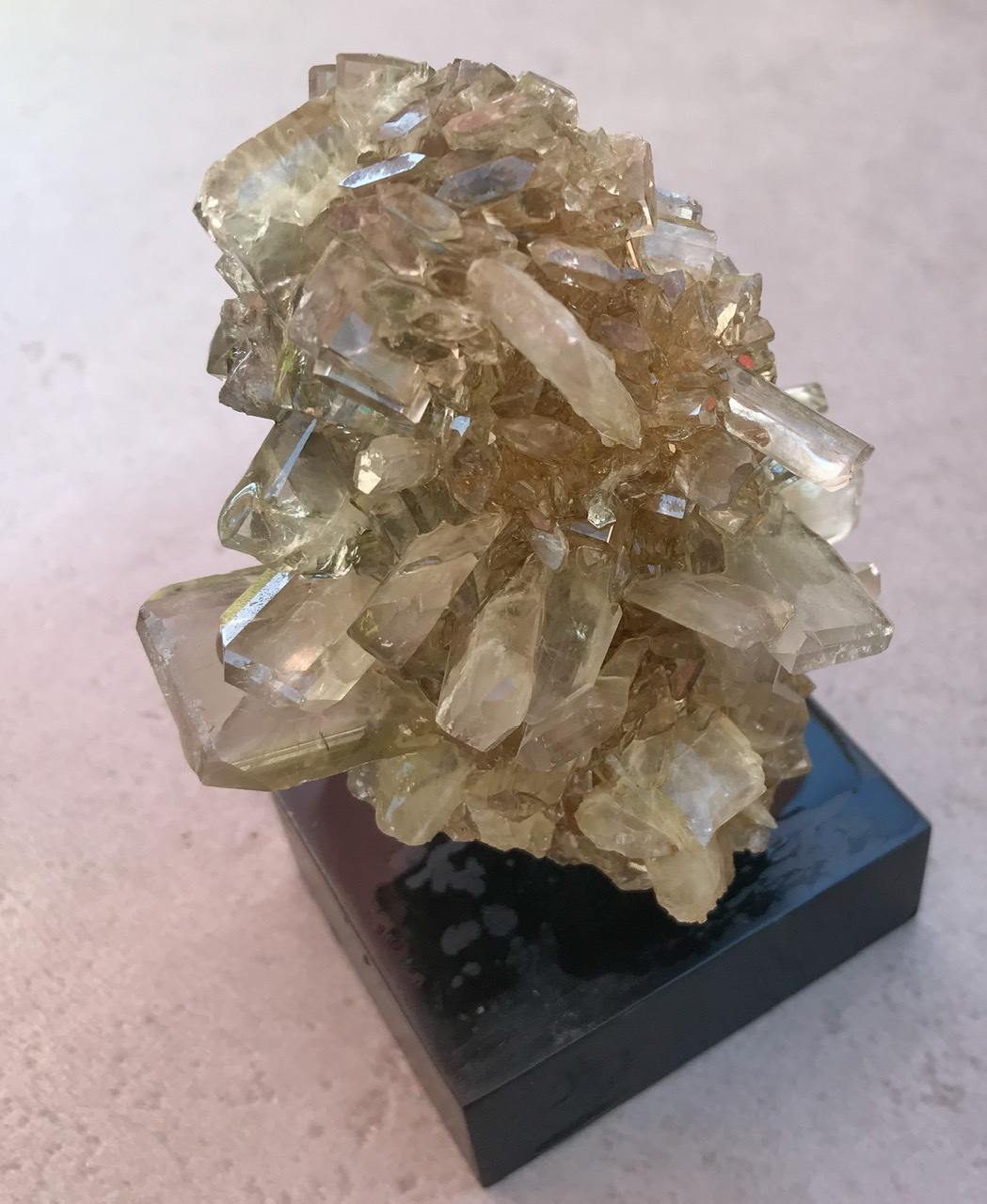
Cristal de barytine (7 × 12 cm), carrière de Glageon, France.